# Ерохин, Михаил Григорьевич (разведчик)
Михаил Григорьевич Ерохин (12 декабря 1923, Морозовский район, Ростовская область — 10 ноября 1943, Ржищев, Киевская область) — участник Великой Отечественной войны, разведчик взвода пешей разведки 955-го стрелкового полка 309-й Пирятинской стрелковой дивизии 40-й армии Воронежского фронта, красноармеец. Герой Советского Союза (1943).

## Биография
Родился 12 декабря 1923 года на хуторе Серебряный Морозовского района Ростовской области в семье рабочего. Русский.
Вместе с отцом переехал в город Новошахтинск Ростовской области. Получил неполное среднее образование.
В Красной Армии с июня 1941 года. Участник Великой Отечественной войны с июля 1941 года. Сражался на Воронежском и 1-м Украинском фронтах. Принимал участие в Курской битве, в освобождении Левобережной Украины.
Разведчик взвода пешей разведки красноармеец Михаил Ерохин в ночь на 22 сентября 1943 года с группой разведчиков переправился на правый берег Днепра у хутора Монастырёк (ныне в черте поселка городского типа Ржищев Киевской области Украины) и с ходу вступил в бой за плацдарм. В рукопашной схватке лично уничтожил 13 и взял в плен 2 гитлеровцев, участвовал в отражении многочисленных контратак противника.
Погиб в бою 10 ноября 1943 года. Похоронен в братской могиле в поселке городского типа Ржищев, где его имя помещено на мемориальной доске.

Командование, партийная и комсомольская организации благодарят Вас за воспитание такого мужественного воина, как Ваш сын, — писал генерал Д. Ф. Дрёмин отцу Михаила Ерохина — Григорию Егоровичу. — В этих сражениях за великое и правое дело — защиту Отечества, чести и независимости нашей Родины, отличился Ваш сын-богатырь Ерохин Михаил Григорьевич, который первым переправился на правый берег Днепра.
Наша партия и правительство высоко оценили его заслугу перед Родиной в борьбе с немецкими захватчиками, присвоив ему высокое звание Героя Советского Союза с вручением ордена Ленина и медали «Золотая Звезда».

## Награды
- Указом Президиума Верховного Совета СССР от 23 октября 1943 года за образцовое выполнение боевых заданий командования на фронте борьбы с немецко-фашистскими захватчиками и проявленные при этом мужество и героизм, красноармейцу Ерохину Михаилу Григорьевичу присвоено звание Героя Советского Союза.
- Награждён орденом Ленина и орденом Красной Звезды.

## Память
- Именем Героя названа улица в городе Новошахтинск Ростовской области.